# Starý Jičín (zamek)
Starý Jičín – ruiny zamku znajdujące się w obrębie gminy Stary Jiczyn w powiecie Nowy Jiczyn w kraju morawskośląskim w Czechach. 
Zamek został założony prawdopodobnie w latach 30. XIII wieku przez Arnolda z Hückeswagen, właściciela okolicznych dóbr, z których ukształtowało się później państwo hukwaldzkie. Pierwsza wzmianka o zamku pochodzi z roku 1240. Zbudowano go w miejscu drewnianej fortecy, na wzgórzu zwanym dziś Starojiczyńskim Kopcem (486 m n.p.m.). 
Był to potężny zamek z początku nazywany Gyczyn. Miał strzec szlaku handlowego łączącego Adriatyk i Bałtyk (Szlak bursztynowy) jak również chronić granicę Królestwa Czech od strony Polski i Węgier. Po Arnoldzie dobra objął jego syn, Franko, który pomiędzy 1252 a 1258 sprzedał je biskupowi ołomunieckiemu Brunowi ze Schauenburku. Franko uzyskał od niego w lenno część dawnych dóbr a swą siedzibę przeniósł do Hukwaldu. Tymczasem nazwa zamku Gyczyn i powstałego pod nim podgrodzia przekształciła się na Jiczyn a od roku 1397 na Stary Jiczyn, dla odróżnienia od Nowego Jiczyna. 
Feudalne państwo podległe zamkowi było własnością rodu Krawarskich z Krawarzy, a od 1500 roku Żerotinów. W roku 1626 zamek został zdobyty przez Duńczyków, a niebawem, po skończonej wojnie trzydziestoletniej, opustoszał i popadł w ruinę.
Zachowały się zamkowe fundamenty, fragmenty murów obronnych oraz wieża przy bramie wjazdowej, którą zrekonstruowano.